# Ceroplesis arcuata
Ceroplesis arcuata là một loài bọ cánh cứng trong họ Cerambycidae.